# ويليام هنري بولوك
ويليام هنري بولوك (بالإنجليزية: William Henry Bullock)‏ هو كاهن كاثوليكي أمريكي، ولد في 13 أبريل 1927 في مابل ليك في الولايات المتحدة، وتوفي في 3 أبريل 2011 في ماديسون في الولايات المتحدة بسبب سرطان الرئة.